# Love Master A
Love Master A (ラブマスターA) est un manga de Kyoko Hashimoto. Il a été prépublié dans le Monthly Princess de l'éditeur Akita Shoten, et a été compilé en un total de deux tomes. Il a été édité en France par Asuka.